# Bobby Fischer Against the World
Bobby Fischer Against the World é um documentário norte-americano de 2011.

## Sinopse
Trata da vida do enxadrista norte-americano Bobby Fischer, com ênfase no Campeonato Mundial de Xadrez de 1972, seu afastamento do jogo, opiniões polêmicas, prisão e seus últimos dias na Islândia. Contou com depoimentos de Anthony Saidy, Susan Polgar, Henry Kissinger, Garry Kasparov, Larry Evans, Dick Cavett, Harry Benson, Friðrik Ólafsson, Nikolai Krogius, Lothar Schmid, entre outros.

## Produção
Estreou no Festival de Sundance em janeiro de 2011. No mesmo ano, integrou a seleção do Festival do Rio. Foi dedicado a memória de Karen Schmeer, integrante da equipe de produção.